# Leapfrogging
Leapfrogging és un concepte utilitzat en molts àmbits de l'economia i els negocis, i es va desenvolupar originalment a l’àrea d’organització industrial i creixement econòmic. La idea principal darrere del concepte de leapfrogging és que les innovacions petites i incrementals porten a una empresa a mantenir-se dominant. Tanmateix, de vegades, les innovacions radicals permetran a les noves empreses sobrepassar l'empresa antiga i dominant. El fenomen pot ocórrer a les empreses, però també al lideratge de països o ciutats, on un país en desenvolupament pot saltar-se les etapes del camí de les nacions industrialitzades, permetent assolir el mateix nivell més ràpidament, sobretot pel que fa al creixement econòmic.

## Organització industrial
En el camp d'organització industrial (IO), la feina principal en leapfrogging va ser desenvolupada per Fudenberg, Gilbert, Stiglitz i Tirole (1983). En el seu article, analitzen sota quines condicions una nova empresa pot leapfrog una empresa ja establerta.
Aquell leapfrogging pot sorgir perquè un monopolitzador establert té un incentiu reduït a l'hora d'innovar perquè està guanyant rendes de la tecnologia antiga. Això està construit d'alguna manera sobre la idea de ‘vendavals de destrucció creativa' de Joseph Schumpeter. La hipòtesi proposa que les empreses que tenen els monopolis basats en tecnologies incumbents tenen menys incentiu a innovar que rivals potencials i, per tant, finalment perden el seu protagonisme tecnològic quan les innovacions tecnològiques radicals són adoptades per empreses noves que estan preparades per prendre els riscos. Quan les innovacions radicals finalment esdevenen el paradigma tecnològic nou, les empreses de nouvingut leapfrog al capdavant de les empreses anteriorment davanteres.

## Competència internacional
De manera semblant, un país que té el lideratge pot perdre la seva hegemonia i patir leapfroging per un altre país. Això ha passat durant la història en algunes ocasions. A finals del segle divuit, els Països Baixos van patir leapfrogging pel Regne Unit, qui va ser el líder durant tot el segle dinou, i alhora els Estats Units van generar leapfrogging al Regne Unit, i va esdevenir el poder hegemònic del segle xx.

## Exemples
Un exemple freqüentment citat és el dels països que passen directament de no tenir telèfons a tenir telèfons mòbils, saltant-se l'etapa de les línies de telèfon tradicionals. D'aquesta manera, es passa de la tecnologia del segle XX directament a la del XXI. Per tant, s'eviten estadis de desenvolupament de grans impactes al medi.
L'ús de combustible d'etanol al Brasil, on l'etanol produït de la canya de sucre pel transport reemplaça la gasolina, proporciona evidència que el leapfrogging és una alternativa possible al desenvolupament Business-as-usual.
Un altre exemple notable és el del pagament mòbil. La popularitat del pagament mòbil és molt més alta a la Xina que als països desenvolupats. A la majoria del món desenvolupat, les targetes de crèdit han sigut populars des de la segona meitat de segle xx. Mentrestant, a la Xina les targetes de crèdit no són tan populars. A partir del 2013, Alipay i WeChat van començar a permetre al pagament mòbil que utilitza codi de QR en telèfons llests. Tots dos han estat extremadament exitosos a la Xina i ara s'expandeix a l'estranger. El pagament mòbil aconsegueix èxit a la Xina perquè el principal mètode de transaccions anteriorment era l'efectiu. L'efectiu té desavantatges obvis comparat amb els telèfons mòbils i targetes de crèdit, però la diferència entre targetes de crèdit i pagament mòbil no són tan grans.